# Ołeksandr Wasin
Ołeksandr Mykołajowycz Wasin (ukr. Олександр Миколайович Васін, ros. Александр Николаевич Васин, Aleksandr Nikołajewicz Wasin; ur. 8 kwietnia 1949 w Dubnie, zm. 10 stycznia 2021) – ukraiński piłkarz pochodzenia białoruskiego, grający na pozycji napastnika, trener piłkarski.

## Kariera piłkarska

### Kariera klubowa
Karierę piłkarską rozpoczął w drużynie Kołhospnyk Równe. W latach 1968–1969 odbywał służbę wojskową w SKA Lwów. Potem bronił barw Budiwelnyka Połtawa (j.ros. Stroitiel), skąd w 1971 przeszedł do Szachtara Donieck, gdzie występował do 1976 roku. Karierę zakończył w Dynamie Mińsk.

## Kariera trenerska
Po zakończeniu kariery zawodniczej najpierw trenował Dniapro Mohylew, z którym awansował do Pierwszej Ligi ZSRR. Potem pracował w rosyjskimi zespołami, m.in. Kristałł Diatkowo. Obecnie pracuje w Miejskim Oddziale Związku Piłki Nożnej w Doniecku na stanowisku trenera dzieci 1992 roku urodzenia.

## Sukcesy i odznaczenia

### Sukcesy klubowe
- wicemistrz ZSRR: 1975

### Sukcesy indywidualne
- wybrany do listy 33 najlepszych piłkarzy ZSRR: 1973 (nr 3).

### Odznaczenia
- nagrodzony tytułem Mistrza Sportu ZSRR: 1973